# توطيد الذاكرة
توطيد الذاكرة هي فئة من العمليات التي تنظم تتبع أثر الذاكرة بعد اكتسابها الأولي. أثر الذاكرة هو أي تغير في الجهاز العصبي ناتج عن حفظ شيء ما. يشمل التوطيد عمليتين محددتين. تسمى العملية الأولى التوطيد المشبكي، والذي يُعتقد أنه يتوافق مع التأييد طويل الأمد متأخر الطور، ويحدث على نطاق صغير في الوصلات المشبكية والدوائر العصبية خلال الساعات القليلة الأولى بعد التعلم. العملية الثانية هي توطيد النظم، التي تحدث على نطاق أوسع بكثير ضمن الدماغ، وتجعل الذكريات المعتمدة على الحُصين (قرن آمون) مستقلة عن الحُصين على مدى أسابيع إلى سنوات. في الآونة الأخيرة، أصبحت هناك عملية ثالثة وهي محور البحوث الحالية، تسمى إعادة التوطيد، إذ يمكن جعل الذكريات الموطدة سابقًا قابلة للتغير مرة أخرى عبر إعادة تنشيط أثر الذاكرة.

## التوطيد المشبكي
التوطيد المشبكي هو أحد أشكال توطيد الذاكرة، ويُشاهد في جميع الأنواع ومهام الذاكرة طويلة الأمد. تُعرف الذاكرة طويلة الأمد، ضمن سياق التوطيد المشبكي، بأنها ذاكرة تدوم لمدة 24 ساعة على الأقل. يحدث التوطيد المشبكي بشكل أسرع من توطيد النظم (والذي يُفترض أن يستغرق أسابيع أو شهور أو حتى سنوات ليتم إنجازه). هناك أدلة تشير إلى أن التوطيد المشبكي يحدث في غضون دقائق إلى ساعات من ترميز الذاكرة أو التعلم، وبذلك، يعتبر النمط «السريع» من التوطيد. يشار إليه أيضًا باسم «التوطيد الأولي». بعد مرور ست ساعات على التدريب، تصبح الذكريات منيعة تجاه المداخلات التي تعطل التوطيد المشبكي وتشكيل الذاكرة طويلة الأمد. يُعتقد أن التأييد طويل الأمد متأخر الطور، وهو الشكل طويل الأمد لأحد أشكال اللدونة المشبكية المفهومة بأعلى الدرجات، هو العملية الخلوية الكامنة وراء التوطيد المشبكي.

### النموذج القياسي
يشير النموذج القياسي للتوطيد المشبكي إلى أن التغيرات في اصطناع البروتين المشبكي والتغيرات في الجهد الغشائي تحدث عبر تنشيط شلالات نقل الإشارات داخل الخلايا. تؤدي هذه الشلالات الجزيئية إلى تنشيط عوامل النسخ التي تؤدي إلى تغييرات في التعبير الجيني. ينتج عن التعبير الجيني تغيرًا دائمًا في البروتينات المشبكية، بالإضافة إلى إعادة التشكيل والنمو المشبكي. في إطار زمني قصير، بعد التعلم مباشرةً، يكون الشلال الجزيئي، الذي يشمل التعبير الجيني وعمل كل من عوامل النسخ والجينات المبكرة الفورية، عرضة للاضطرابات. يمكن أن تؤدي الاضطرابات التي تسببها أدوية معينة والأجسام المضادة والصدمات الجسدية الجسيمة إلى إعاقة تأثيرات التوطيد المشبكي.

### التأييد طويل الأمد
يمكن تعريف التأييد طويل الأمد بأنه تقوية طويلة الأمد للنقل المشبكي، ويُعرف أنه ينتج زيادة في إنتاج الناقل العصبي وحساسية المستقبلات، تدوم من دقائق إلى أيام. تعتبر عملية التأييد طويل الأمد عاملًا مساهمًا في اللدونة المشبكية وفي نمو القوة المشبكية، والتي يبدو أنها مسؤولة عن عملية تشكيل الذاكرة. يعتبر التأييد طويل الأمد أيضًا آلية هامة من حيث الحفاظ على الذكريات ضمن مناطق الدماغ، فيتضح أن له دور في التعلم. هناك دليل مقنع على أن التأييد طويل الأمد أمر بالغ الأهمية لتكييف الخوف البافلوفي لدى الفئران ما يشير إلى أنه يتوسط التعلم وتشكيل الذاكرة في الثدييات. بشكل خاص، يبدو أن مناهضات مستقبلات ن-مثيل-د-أسبارتات تمنع تحريض كل من التأييد طويل الأمد وتكييف الخوف، وأن تكييف الخوف يزيد من النقل المشبكي في اللوزة الدماغية والذي بدوره يؤدي إلى التأييد طويل الأمد.

## توطيد النظم
يعتبر توطيد النظم الشكل الثاني لتوطيد الذاكرة. هي عملية إعادة تنظيم يتم فيها نقل الذكريات من منطقة الحصين، حيث يتم تشفير الذكريات لأول مرة، إلى القشرة المخية الجديدة لتُخزن بشكل أكثر ديمومة. يعتبر توطيد الأنظمة عملية ديناميكية بطيئة قد تستغرق من عقد إلى عقدين حتى تتشكل بالكامل لدى البشر، على عكس التوطيد المشبكي الذي لا يستغرق سوى دقائق إلى ساعات حتى تستقر المعلومات الجديدة على شكل ذكريات.

### النموذج القياسي
لُخص النموذج القياسي لتوطيد النظم من قبل سكواير وألفاريز (1995)؛ ينص النموذج على أنه عندما يتم تشفير المعلومات الجديدة وتسجيلها، تُثبت ذاكرة هذه المحفزات الجديدة في كل من منطقتي الحصين والقشرة. في وقت لاحق، تصبح تمثيلات الحصين لهذه المعلومات نشطة في الاستدعاء الصريح (الواعي) أو الاستدعاء الضمني (اللاواعي) كما هو الحال في النوم وغيره من العمليات «غير الواعية».

## إعادة التوطيد
إعادة توطيد الذاكرة هي عملية استدعاء الذكريات الموطدة مسبقًا وتوطيدها بشكل فعال. تعتبر عملية مميزة تعمل على الحفاظ على الذكريات المخزنة مسبقًا في الذاكرة طويلة الأمد وتقويتها وتعديلها. بمجرد أن تخضع الذكريات لعملية التوطيد وتصبح جزءًا من الذاكرة طويلة الأمد، يُعتقد أنها تصبح مستقرة. مع ذلك، قد يسبب استرجاع أثر الذاكرة دخولها في طور آخر غير مستقر، وتتشكل حاجة إلى عملية نشطة لإعادة استقرار الذاكرة بعد اكتمال عملية الاسترجاع. يُعتقد أن الاستقرار بعد الاسترجاع مختلف ومتميز عن التوطيد، رغم تداخل العمليتين في الوظيفة (مثل التخزين) والآلية (مثل اصطناع البروتين).

### تاريخ
تمت مناقشة نظرية إعادة التوطيد لسنوات عديدة وما زالت مثيرة للجدل. وُضع مفهوم إعادة التوطيد لأول مرة في ضوء اكتشاف إمكانية علاج الرهاب عبر المعالجة بالتخليج الكهربائي. يشير ذلك إلى أن عملية إعادة التوطيد تلعب دورًا في الذكريات النشطة، وأن المعالجة بالتخليج الكهربائي كانت تعطل تلك العملية؛ وتتمثل هنا في إعادة توطيد ذكريات الخوف المسترجعة عن طريق إعطاء الصدمات الكهربائية.
بحثت دراسات أخرى في المفهوم، باستخدام المعالجة بالتخليج الكهربائي لاختبار إعادة التوطيد. كان يُعروف أن العلاج بالتخليج الكهربائي يؤدي إلى فقدان الذاكرة. وجدت الدراسات فعالية هذه الطريقة على الذكريات المسترجعة عند تطبيقها بعد استرجاع الذاكرة مباشرةً.